# جيرالد براون (كرة سلة)
جيرالد براون (بالإنجليزية: Gerald Brown)‏ مواليد 28 يوليو 1975 في لوس أنجلوس، هو لاعب كرة سلة أمريكي معتزل. بدأ مسيرته الاحترافية في سنة 1998. يبلغ طوله 6 قدم 4 بوصة (1.9 م). اعتزل اللعب في 2012.

## المسيرة الاحترافية
لعب مع فينيكس صنز في سنة 1999، ثم لعب مع هارلم غلوبتروترز في موسم 2001–2002، ثم لعب مع نادي بارتيزان لكرة السلة في موسم 2003–2004، ثم لعب مع ألبا برلين في الدوري الألماني في موسم 2004–2005.

## روابط خارجية
- جيرالد براون على موقع الدوري الأوروبي لكرة السلة (الإنجليزية)
- جيرالد براون على موقع إن بي أي (الإنجليزية)
- جيرالد براون على موقع سبورتس رفرنس (الإنجليزية)
- جيرالد براون على موقع الدوري الإسباني لكرة السلة (الإسبانية)
- جيرالد براون على موقع كرة السلة الأوروبية.كوم (الإنجليزية)
- جيرالد براون على موقع كلية كرة السلة في سبورتس رفرنس.كوم (الإنجليزية)
- جيرالد براون على موقع ريلجم (الإنجليزية)
- جيرالد براون على موقع بروبوليرز (الإنجليزية)
- جيرالد براون على موقع سبورتس رفرنس (الإنجليزية)